# Bernard Picart
Bernard Picart (n. 11 iunie 1673, Paris, Regatul Franței – d. 8 mai 1733, Amsterdam, Comitatul Olanda, Provinciile Unite 11 iunie 1673 – 8 mai 1733), a fost un gravor francez, fiul lui Etienne Picart, de asemenea gravor. El s-a născut în Paris și a murit în Amsterdam. S-a mutat la Anvers, în 1696, iar apoi a petrecut un an în Amsterdam, înainte de a se întoarce în Franța la sfârșitul anului 1698. După ce soția lui a murit în 1708, s-a mutat la Amsterdam, în 1711 (mai târziu i s-a alăturat și tatăl său), unde a devenit un protestant convertit și s-a căsătorit din nou.
Principala sa meserie a fost ilustrația de carte, inclusiv Biblia și Ovidiu. Cea mai cunoscută lucrare este Ceremonii si obiceiuri religioase ale popoarelor lumii, care apare din 1723 până în 1743. Jonathan I. Israel definește cartea Cérémonies drept „un efort imens pentru a înregistra ritualurile și credințele religioase ale lumii, în toată diversitatea lor, cât mai obiectiv și autentic posibil”. Deși Picart nu a plecat niciodată  din Europa, el s-a bazat pe descrierile celor care au avut acces la colecțiile de sculptură indiană. În original, ediția franceză a lucrării Cérémonies cuprinde zece volume de text și gravuri.
Jonathan I. Israel constată, de asemenea, că Picart a plecat din Paris cu Prosper Marchand, și a colaborat la Cérémonies cu Jean-Frédéric Bernard, cu un angajament pentru toleranța religioasă. Picart, Marchand și Charles Levier aparțineau unei „grupări radicale hughenote”.

## Lucrări

### Cérémonies, gravuri

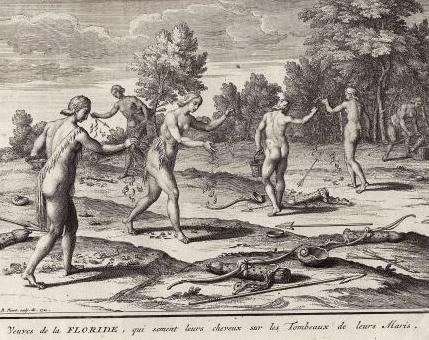
Bernard Picart: una din cele șase gravuri pe placă de cupru reprezentând indieni din Florida (30 de gravuri total), în anul 1721, Volumul Unu "Cérémonies et Coutumes religieuses se de tous les Peuples du Monde" (Colecție Privată, St. Augustine Beach, Florida)

- Vol. 1: (1727) Asie, Afrique și Amérique (Asia, Africa și America) - 30 de gravuri
- Vol. 2 - 33 gravuri (1727)
- Vol. 3 - 19 gravuri (1728)
- Vol. 4 - 14 gravuri (1729)
- Vol. 5 - 26 gravuri (1736)
- Vol. 6 - 45 de gravuri (1738)
- Vol. 7 - 58 gravuri
- Vol. 8 - 5 gravuri
- Vol. 9 - 24 de gravuri
- Vol. 10 - 12 gravuri

### Templul Muzelor
Aceasta a fost cartea ilustrată cu cele mai populare fabule ale lui Ovidiu, publicată în 1733, (Tempel der Zanggodinnen), în 1738 în limba engleză, și în 1742 în limba franceză de către Zacharias Chatelain. Gravurile au subtitrări în limbile franceză, engleză, germană și olandeză. Artiștii implicați au fost Michel de Marolles, Bernard Picart, Jacques Favereau, Abraham van Diepenbeeck, și Cornelis Bloemaert. Un facsimil al versiunii în limba olandeză a fost publicat în 1968.

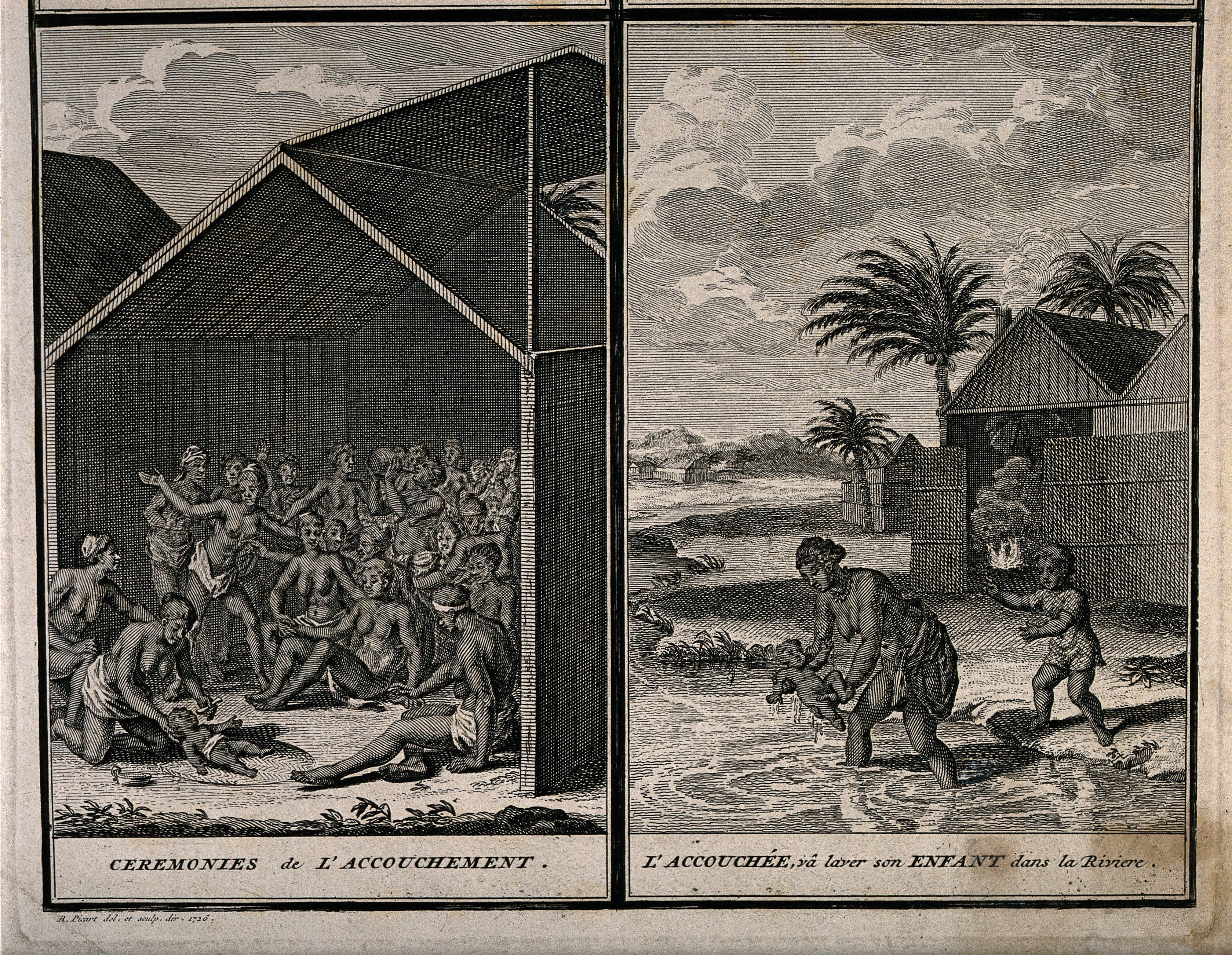
O sărbătoare a nașterii unui copil (stânga). Copilul la prima baie (dreapta). 1726